# Olympische Winterspiele 1992/Teilnehmer (Türkei)
| Gelbes Symbol für Goldmedaillen mit stilisierten Olympischen Ringen | Graues Symbol für Silbermedaillen mit stilisierten Olympischen Ringen | Braundes Symbol für Bronzemedaillen mit stilisierten Olympischen Ringen |
| ------------------------------------------------------------------- | --------------------------------------------------------------------- | ----------------------------------------------------------------------- |
| —                                                                   | —                                                                     | —                                                                       |

Die Türkei nahm an den Olympischen Winterspielen 1992 im französischen Albertville mit acht Athleten in zwei Sportarten teil.

## Sportarten

### Ski Alpin
| Männer - Yakup Kadri Birinci Riesenslalom: 75. Platz Super-G: 82. Platz - Cevdet Can Slalom: 51. Platz Riesenslalom: 70. Platz Super-G: 88. Platz - Ahmet Demir Riesenslalom: 67. Platz Slalom: ausgeschieden Super-G: ausgeschieden - Taner Üstündağ Slalom: 45. Platz Riesenslalom: 60. Platz Super-G: 77. Platz |

### Skilanglauf
| Männer - Fikret Ören Verfolgung: 83. Platz 10 km klassisch: 96. Platz - Celal Şener Verfolgung: 90. Platz 10 km klassisch: 103. Platz - Mithat Yıldırım 10 km klassisch: 93. Platz - Abdullah Yılmaz 10 km klassisch: 102. Platz |